# Чанизька сільська рада
| Чанизька сільська рада — орган місцевого самоврядування у Буському районі Львівської області з адміністративним центром у с. Чаниж. Історична дата утворення: в 1944 році. Сільській раді підпорядковані населені пункти: - с. Чаниж - с. Лісове - с. Стовпин |

## Склад ради
Рада складається з 12 депутатів та голови.

### Керівний склад ради
| ПІБ                      | Основні відомості                                                 | Дата обрання | Дата звільнення |
| ------------------------ | ----------------------------------------------------------------- | ------------ | --------------- |
| Політило Ігор Богданович | Сільський голова, 1964 року народження, освіта, безпартійний      | 26.03.2006   | 31.10.2010      |
| Політило Ігор Богданович | Сільський голова, 1965 року народження, освіта вища, безпартійний | 31.10.2010   |                 |

Примітка: таблиця складена за даними джерела